# Cantonul Douai-Nord
Cantonul Douai-Nord este un canton din arondismentul Douai, departamentul Nord, regiunea Nord-Pas-de-Calais, Franța.

## Comune
- Anhiers
- Dowaai (parțial, reședință)
- Flines-lez-Raches
- Lallaing
- Sin-le-Noble
- Waziers